# High School
High School – album studyjny polskiego rapera – Jakuba Bireckiego, znanego pod pseudonimem B.R.O. Wydawnictwo ukazało się 11 stycznia 2013 nakładem wytwórni muzycznej Urban Rec. Wcześniej planowano wydanie albumu nakładem Wielkie Joł, lecz ostatecznie nie doszło to do skutku. Dzień przed premierą album został udostępniony w formie digital stream na kanale YouTube Urban Rec.
Album zadebiutował na 3. miejscu zestawienia OLiS i uzyskał status złotej płyty. 

## Lista utworów
Opracowano na podstawie materiału źródłowego.
1. „Na Full” (produkcja: Babek) – 2:22
2. „High School” (produkcja: Morte) – 3:55
3. „Ponad tym” (produkcja: Babek) – 4:14
4. „Droga do celu” (produkcja: Manifest, gościnnie: Grizzlee) – 3:48
5. „Ludzie wokół mnie” (produkcja: Lanek) – 3:00
6. „Taki sam” (produkcja: P.A.F.F., gościnnie: Grizzlee) – 3:32
7. „Czego chcesz” (produkcja: Euri) – 3:21
8. „Gorzka czekolada” (produkcja: Euri) – 3:58
9. „Mój narkotyk” (produkcja: Puls) – 3:40
10. „Love” (produkcja: Puls) – 3:12
11. „Puste słowa” (produkcja: Euri, gościnnie: Setä) – 4:59
12. „Wspólne niebo” (produkcja: Tyssiak) – 3:22
13. „Ulica wspomnień” (produkcja: Artem) – 4:09
14. „Nieśmiertelny” (produkcja: Babek, gościnnie: Sulin) – 3:30
15. „Para papa” (produkcja: Donatan) – 2:38
16. „Tacy jak my” (produkcja: Flowie, gościnnie: Baku, Szyna) – 3:27
17. „Na własność” (produkcja: Donatan, gościnnie: Ola Pakieła) – 3:03
18. „Więcej ognia” (produkcja: Manifest, gościnnie: Manifest) – 2:49
19. „Z lotu ptaka” (produkcja: Euri, gościnnie: Mateusz Dembek) – 3:23

| Bonus CD |
| --- |
| 1. „Intro” (produkcja: Euri) 2. „Czego chcesz? (Remix)” (produkcja: P.A.F.F.) 3. „Sam na sam” (produkcja: Beatbastardz) 4. „Tak to się robi” (gościnnie: Numer Raz) 5. „Każdy z nas” (produkcja: Lanek) 6. „Po mimo wiatru” (produkcja: Puls) 7. „Wake Up” (produkcja: Manifest) 8. „Czas leczy rany (Remix)” (produkcja: Puls) 9. „Nie odejdę stąd (Remix)” (produkcja: Manifest) 10. „Machine Gun (Remix)” (produkcja: Manifest) 11. „Choć jest nas stu (Remix)” (produkcja: Jendras) 12. „Zabójcza B.R.Oń” (gościnnie: Tede, produkcja: Sir Michu) |